# Governatori generali dell'India
I Governatori generali dell'India (dal 1858 al 1947 Viceré e governatore generale dell'India) dal 1774 al 1948 furono i seguenti.

## Lista

### Company Raj (1757-1858)

#### Dal 1757 al 1773
La carica di governatore generale fu istituita nel 1773 mediante il Regulating Act of 1773.

#### Governatori del presidio di Fort William (Bengala, 1773 - 1833)
| #  | Governatori                                                    | Governatori  | Mandato del governatorato | Mandato del governatorato | Avvenimenti | Sovrani britannici |
| -- | -------------------------------------------------------------- | ------------ | ------------------------- | ------------------------- | --- | ------------------ |
|    |                                                                |              | Inizio                    | Fine                      | |                    |
| 1  | Warren Hastings (1732–1818)                                    |              | 20 ottobre 1773           | 1º febbraio 1785          | - Regulating Act of 1773 - Società Asiatica del Bengala - Prima guerra anglo-maratha - Seconda guerra anglo-maratha - Prima guerra di Rohilla - Seconda guerra di Rohilla | Giorgio III        |
| 2  | John Macpherson, I baronetto (formalmente) (1745–1821)         |              | 1º febbraio 1785          | 12 settembre 1786         | | Giorgio III        |
| 3  | Charles Cornwallis, I marchese Cornwallis(1738–1805)           |              | 12 settembre 1786         | 28 ottobre 1793           | - Guerre anglo-mysore | Giorgio III        |
| 4  | John Shore, I barone Teignmouth (1751–1834)                    |              | 28 ottobre 1793           | marzo 1798                | - Battaglia di Kharda | Giorgio III        |
| 5  | Sir Alured Clarke (formalmente) (1744–1832)                    |              | marzo 1798                | 18 maggio 1798            | | Giorgio III        |
| 6  | Richard Wellesley, I marchese Wellesley(1760–1842)             |              | 18 maggio 1798            | 30 luglio 1805            | - Introduzione dell'Alleanza Sussidiaria - Guerre anglo-mysore - Seconda guerra anglo-maratha - Battaglia di Assaye - Formazione della presidenza di Madras nel 1801      | Giorgio III        |
| 7  | Charles Cornwallis, I marchese Cornwallis (1738–1805)          |              | 30 luglio 1805            | 5 ottobre 1805            | | Giorgio III        |
| 8  | Sir George Barlow, I baronetto (formalmente) (1762–1847)       |              | 10 ottobre 1805           | 31 luglio 1807            | | Giorgio III        |
| 9  | Gilbert Elliot-Murray-Kynynmound, I conte di Minto (1751–1814) |              | 31 luglio 1807            | 4 ottobre 1813            | - Trattato di Amritsar, 1809 Con Ranjit Singh | Giorgio III        |
| 10 | Francis Rawdon-Hastings, I marchese di Hastings(1754–1826)     |              | 4 ottobre 1813            | 9 gennaio 1823            | - Terza guerra anglo-maratha - Trattato di Sugauli | Giorgio III        |
| 10 | Francis Rawdon-Hastings, I marchese di Hastings(1754–1826)     | Giorgio IV   | 4 ottobre 1813            | 9 gennaio 1823            | - Terza guerra anglo-maratha - Trattato di Sugauli |                    |
| 11 | John Adam (formalmente) (1779–1825)                            |              | 9 gennaio 1823            | 1º agosto 1823            | |                    |
| 12 | William Amherst, I conte Amherst(1773–1857)                    |              | 1º agosto 1823            | 13 marzo 1828             | - Prima guerra anglo-birmana (1824-26) - Trattato di Yandaboo, 1826 |                    |
| 13 | William Butterworth Bayley (formalmente) (1782–1860)           |              | 13 marzo 1828             | 4 luglio 1828             | |                    |
| 14 | Lord William Bentinck (1774–1839)                              |              | 4 luglio 1828             | 1833                      | |                    |
| 14 | Lord William Bentinck (1774–1839)                              | Guglielmo IV | 4 luglio 1828             | 1833                      | |                    |

#### Governatori generali dell'India (1833–1858)
| #  | Governatori                                       |          | Dal              | Al               | Sovrani britannici |
| -- | ------------------------------------------------- | -------- | ---------------- | ---------------- | ------------------ |
| 14 | Lord William Bentinck                             |          | 1833             | 20 marzo 1835    | Guglielmo IV       |
| 15 | Charles Metcalfe, I barone Metcalfe (formalmente) |          | 20 marzo 1835    | 4 marzo 1836     | Guglielmo IV       |
| 16 | George Eden, I conte di Auckland                  |          | 4 marzo 1836     | 28 febbraio 1842 | Guglielmo IV       |
| 16 | George Eden, I conte di Auckland                  | Vittoria | 4 marzo 1836     | 28 febbraio 1842 |                    |
| 17 | Edward Law, I conte di Ellenborough               |          | 28 febbraio 1842 | giugno 1844      |                    |
| 18 | William Wilberforce Bird (formalmente)            |          | giugno 1844      | 23 luglio 1844   |                    |
| 19 | Henry Hardinge, I visconte Hardinge               |          | 23 luglio 1844   | 12 gennaio 1848  |                    |
| 20 | James Broun-Ramsay, I Marchese di Dalhousie       |          | 12 gennaio 1848  | 28 febbraio 1856 |                    |
| 21 | Charles Canning, I conte Canning                  |          | 28 febbraio 1856 | 1º novembre 1858 |                    |

### Impero anglo-indiano (1858–1947)
| #  | Nome                                                              | Immagine     | Dal              | Al               | Sovrani britannici |
| -- | ----------------------------------------------------------------- | ------------ | ---------------- | ---------------- | ------------------ |
| 22 | Charles Canning, I conte Canning                                  |              | 1º novembre 1858 | 21 marzo 1862    | Vittoria           |
| 23 | James Bruce, VIII conte di Elgin                                  |              | 21 marzo 1862    | 20 novembre 1863 | Vittoria           |
| 24 | Robert Napier, I barone Napier di Magdala (formalmente)           |              | 21 novembre 1863 | 2 dicembre 1863  | Vittoria           |
| 25 | Sir William Denison (formalmente)                                 |              | 2 dicembre 1863  | 12 gennaio 1864  | Vittoria           |
| 26 | John Lawrence, I barone Lawrence                                  |              | 12 gennaio 1864  | 12 gennaio 1869  | Vittoria           |
| 27 | Richard Southwell Bourke, VI conte di Mayo                        |              | 12 gennaio 1869  | 8 febbraio 1872  | Vittoria           |
| 28 | Sir John Strachey (formalmente)                                   |              | 9 febbraio 1872  | 23 febbraio 1872 | Vittoria           |
| 29 | Francis Napier, X lord Napier (formalmente)                       |              | 24 febbraio 1872 | 3 maggio 1872    | Vittoria           |
| 30 | Thomas Baring, I conte di Northbrook                              |              | 3 maggio 1872    | 12 aprile 1876   | Vittoria           |
| 31 | Robert Bulwer-Lytton, I conte di Lytton                           |              | 12 maggio 1876   | 8 giugno 1880    | Vittoria           |
| 32 | George Robinson, I marchese di Ripon                              |              | 8 giugno 1880    | 13 dicembre 1884 | Vittoria           |
| 33 | Frederick Hamilton-Temple-Blackwood, I marchese di Dufferin e Ava |              | 13 dicembre 1884 | 10 dicembre 1888 | Vittoria           |
| 34 | Henry Petty-Fitzmaurice, V marchese di Lansdowne                  |              | 10 dicembre 1888 | 11 ottobre 1894  | Vittoria           |
| 35 | Victor Bruce, IX conte di Elgin                                   |              | 11 ottobre 1894  | 6 gennaio 1899   | Vittoria           |
| 36 | George Curzon, I marchese Curzon di Kedleston                     |              | 6 gennaio 1899   | 18 novembre 1905 | Vittoria           |
| 36 | George Curzon, I marchese Curzon di Kedleston                     | Edoardo VII  | 6 gennaio 1899   | 18 novembre 1905 |                    |
| 37 | Gilbert Elliot-Murray-Kynynmound, IV conte di Minto               |              | 18 novembre 1905 | 23 novembre 1910 |                    |
| 37 | Gilbert Elliot-Murray-Kynynmound, IV conte di Minto               | Giorgio V    | 18 novembre 1905 | 23 novembre 1910 |                    |
| 38 | Charles Hardinge, I barone Hardinge di Penshurst                  |              | 23 novembre 1910 | 4 aprile 1916    |                    |
| 39 | Frederic Thesiger, I visconte di Chelmsford                       |              | 4 aprile 1916    | 2 aprile 1921    |                    |
| 40 | Rufus Isaacs, I marchese di Reading                               |              | 2 aprile 1921    | 3 aprile 1926    |                    |
| 41 | Edward Wood, I conte di Halifax                                   |              | 3 aprile 1926    | 18 aprile 1931   |                    |
| 42 | Freeman Freeman-Thomas, I marchese di Willingdon                  |              | 18 aprile 1931   | 18 aprile 1936   |                    |
| 42 | Freeman Freeman-Thomas, I marchese di Willingdon                  | Edoardo VIII | 18 aprile 1931   | 18 aprile 1936   |                    |
| 43 | Victor Hope, II marchese di Linlithgow                            |              | 18 aprile 1936   | 1º ottobre 1943  |                    |
| 43 | Victor Hope, II marchese di Linlithgow                            | Giorgio VI   | 18 aprile 1936   | 1º ottobre 1943  |                    |
| 44 | Archibald Wavell, I conte Wavell                                  |              | 1º ottobre 1943  | 21 febbraio 1947 |                    |
| 45 | Louis Mountbatten, I conte Mountbatten di Burma                   |              | 21 febbraio 1947 | 15 agosto 1947   |                    |

### Dominion dell'India (1947–1950)
| Nome                                            | Nome | Dal            | Al              | Sovrani britannici |
| ----------------------------------------------- | ---- | -------------- | --------------- | ------------------ |
| Louis Mountbatten, I conte Mountbatten di Burma |      | 15 agosto 1947 | 21 giugno 1948  | Giorgio VI         |
| Chakravarthi Rajagopalachari                    |      | 21 giugno 1948 | 26 gennaio 1950 | Giorgio VI         |

Nel 1947 il Pakistan si separò dall'India e, contestualmente, il titolo di viceré fu abbandonato sia in India che in Pakistan, che divennero domini britannici. L'incarico di governatore generale, tuttavia, continuò ad esistere anche durante le prime costituzioni repubblicane del 1950 e del 1956.